# Isabelle de Montolieu
Elisabeth Jeanne Pauline Polier de Bottens, conocida como Isabelle de Montolieu (Lausana, 7 de mayo de 1751-Vennes, 29 de diciembre de 1832) fue una escritora suiza de la región de Vaud, autora de novelas y traducciones. 

## Biografía

### Nacimiento e infancia
Isabelle fue hija de Antoine-Noé de Polier (1713-1783), originario de Villefranche-de-Rouergue, señor de Bottens, profesor de teología, y de Elizabeth-Antoinette-Suzanne de Lagier de Pluvianes. Nació en Lausana el 7 de mayo de 1751. De niña vivió en la casa de sus abuelos maternas, y quizás también naciera en el actual n.º 6 de la calle de Bourg.

A la edad de once años conoció a Jean-Jacques Rousseau, quien la influyó significativamente, tal como escribió en el prefacio de Le Serin:   
Yo conocí personalmente a Rousseau durante mi infancia, y pasé algún tiempo con él en Yverdon, en casa del señor Gingins de Moiry, que era un pariente próximo. Yo tenía entonces la edad que supongo en Rosine, así que pude pintarlo, desde la naturaleza, y comprendí bien su forma de ser y su carácter... 

### Vida privada
Isabelle se casó con Benjamin-Adolphe de Crousaz el 6 de julio de 1769 en Prilly. La joven pareja probablemente vivió en la Rue de Bourg, o en su casa Polier n.º 6 actual o casa Crousaz n.º 18 actual. De su unión nacieron dos hijos, de los cuales solo uno sobrevivió, Henri-Antoine de Crousaz, nacido el 24 de marzo de 1770.  Benjamin-Adolphe murió enfermo el 19 de diciembre de 1775, a los 32 años. Al quedarse viuda, se inició su amistad con Madame de Genlis, quien le será de gran consuelo.
Conoció al barón Louis de Montolieu, un caballero de Languedoc, y se casó con él once años después, el 9 de agosto de 1786, en Saint-Sulpice. Es con el nombre de su segundo marido con el que se hará famosa en el mundo literario. Durante este período, entabló amistad con el marqués de Lezay-Marnésia y su hijo Adrien. El barón de Montolieu, paralizado, murió el 15 de febrero de 1800.
Tras la muerte de su marido, Isabelle de Montolieu se dedicó aún más a la escritura. Publicó relatos históricos, adaptaciones y traducciones de novelas. En 1816 apareció Cĥateaux suisses. Mantuvo correspondencia con Edward Gibbon. Sigue viviendo en la calle Bourg, pero a veces va en verano a La Maisonnette, su residencia en Bussigny. Sufriendo a su vez de parálisis, hacia el final de su vida, Isabelle de Montolieu realizó largas estancias en la masía de Vennes (actualmente al norte del municipio de Lausana), habitada desde 1828 por su hijo.

### Muerte
Murió el 29 de diciembre de 1832 en Vennes, un día antes que su hijo. Ambos están enterrados en el cementerio Pierre-de-Plan. En la lápida se puede leer: "Aquí estoy Señor con el hijo que me diste". Tras los trabajos realizados en el cementerio en 1876, la lápida se trasladó a una especie de capilla excavada en el acantilado sobre Vennes. Esta tumba desapareció cuando se construyó la autopista de circunvalación de Lausana.

### Primeras obras reconocidas
En 1786, con la publicación en Lausana de su primera novela Caroline de Liechtfield, publicada con la ayuda de G. Deyverdun, alcanzó un gran éxito en las librerías. La novela se volvió a publicar el mismo año en París, y, traducida por Deyverdun, en Londres.
A partir de entonces, tanto ella como sus obras literarias alcanzaron cierta fama tanto en Lausana como entre la sociedad parisina. Organizó recepciones en sus apartamentos e incluso interpretó allí sus creaciones, como L'Amie sans exemple en 1780. Posteriormente produjo una serie de obras personales y traducciones que la dieron a conocer en toda Europa.

### Calles con su nombre
Una calle lleva su nombre en Lausana desde 1934. Comienza en Chemin Louis-Boissonnet y se dirige a un lugar llamado Champ-du-Grand-Chêne. Una calle paralela lleva el nombre de su hijo, Henri-Antoine de Crousaz. Las dos calles se encuentran cerca del Château de Vennes. La escuela pública, no lejos de dichas calles, también se denomina "escuela primaria y secundaria Isabelle-de-Montolieu". Otra calle lleva el nombre de Isabelle de Montolieu en Bussigny, en el lugar de su residencia La Maisonnette, entre rue du Temple y chemin de la Sauge.

### Obras
- Caroline de Lichtfield, o Mémoires extraits des papiers d'une famille prussienne, por Mme de ***, publicado por el traductor de Werther, Chez P.-François Lacombe, Lausanne, 1786. (Este trabajo de dos volúmenes sin nombre se publicó con la ayuda de Jacques-Georges Deyverdun, el traductor de Werther y Gibbon)
- Le Mystère ou Mómoires de Madame Melvin , publicada por Arthus Bertrand, París, 1795. (Este trabajo puede contener algunos elementos autobiográficos).
- Le Serin de J.-J. Rousseau, el primer relato de Dix nouvelles, pour servir de suite à ses « Douze nouvelles » et à son « Recueil de contes », J.-J. Paschoud, Ginebra y París, 1815.
- Les Châteaux Suisses : anciennes anecdote te chroniques,  por Arthus Bertrand, París, 1817; nueva edición con ilustraciones de Gustave Roux, [ leer online ] .
- Les Chevaliers de la Cuillère, seguidos de Château des Clées y Lisély, Swiss Anecdotes, por Arthus Bertrand, Libraire, París, 1823..
- Le Robinson suisse, our Journal d'une père de famille naufragé avec ses enfants ;  continué para Madame Isabelle, Baronne de Montolieu, por Arthus Bertrand, Libraire, 3 volúmenes, París, 1824. (El primer volumen comienza con el capítulo 37 : Es el resultado y el final de las aventuras de la familia Robinson, escrito íntegramente por la M . Montolieu. El trabajo tuvo tanto éxito que tuvo más de cuatro ediciones en el mismo año. )

### Traducciones / adaptaciones
Realizó más de cien traducciones o adaptaciones de libros que incluyen: 
- Raison et Sensibilité, ou les Deux Manières d'Aimer (Sense and Sensibility) de Jane Austen, donde reescribe el final (Arthus Bertrand, 1815)
- La Famille Elliot, ou L'Ancienne Inclination  («traduction libre de Persuasion) de Jane Austen (Arthus Bertrand, 1821)
- Le Robinson suisse, ou Journal d'un père de famille, naufragé avec ses enfants. (Obra aparecida en 1814 en cuatro tomos que es la traducción de la novela de Johann David Wyss, pero rediseñada. Isabelle de Montolieu, en su edición de 1824, añadirá numerosos capítulos y un final, todo ello con el fin de corregir el aroma moralizador del original. Su versión rediseñada y completada será la base de la mayoría de las traducciones inglesas de esta novela: por ejemplo la de William Henry Giles Kingston).
- Ludovico, le fils d'un homme de génie (The Son of a Genius) de Barbara Hofland (Arthus Bertrand, 1817).
- Ondine de Friedrich de la Motte-Fouqué, éd. Arthus Bertrand, 1818
- Olivier (Olivier) de Caroline Pichler, nacida Greiner, Arthus Bertrand, 1823, Tome I & II

## Citas
- «Mi patria es la de Jean-Jacques Rousseau. Durante mucho tiempo me entusiasmaron su genio y sus obras.»
- «Conocí a Rousseau personalmente en mi infancia y pasé algún tiempo con él en Yverdon, donde el Sr. de Gingins de Moiry, que era mi pariente cercano. Yo tenía entonces la edad que supongo en Rosine, así que pude pintarlo, desde la naturaleza, y creo que entendí su modo de ser y su carácter... »
- «Admito que la vida es muy triste y la amistad muy dulce.»